# 翻咔
翻咔是中国大陆一款基于兴趣算法和地理位置的男同性恋社交软件，创始人为肖蔷，于2014年7月上线，初上线时名称为Aloha。2020年6月，应用程序更新名称为“翻咔”。同年11月25日，蓝城兄弟宣布与翻咔达成以人民币2.4亿元现金方式收购其100%股权的协议，而全资收购后，翻咔保持独立运营，而蓝城兄弟则提供财务和运营支持。
翻咔的使用与Tinder类似，用户查看显示的推荐用户的头像、昵称、照片等个人信息，左滑表示不感兴趣，右滑表示感兴趣，进行匹配。除滑动匹配以外，翻咔还提供私信、动态以及直播等功能。根据Frost & Sullivan的资料，该应用程序在2019年的注册用户数量已达到270万。2021年9月10日，由于中华人民共和国國家廣播電視總局“树立节目正确审美导向”，“坚决杜绝‘娘炮’等畸形审美”的公告，翻咔下令用户不得使用性别反串头像，也不得在直播和热门内容中出现与性别反串有关的内容，引发了争议。

## 外部連結
- 官方网站